# Messerschmitt Me 328
Messerschmitt Me 328 byl německý parazitní letoun vyvinutý původně k ochraně německých bombardovacích svazů v průběhu druhé světové války. Uvažovalo se i o jeho využití jako tzv. „selbstopfer“ (sebevražedný letoun).

## Vznik a vývoj
Program začal v roce 1941, šlo o projekt Messerschmitt P.1073 parazitního letounu startujícího z bombardéru, do něhož se měl navracet. Vývoj a výroba byla svěřena institutu DFS (Deutsche Forschungsanstalt für Segelflug – Německý výzkumný institut pro bezmotorové létání), bezmotorové a předsériové prototypy postavila firma Jacobs-Schweyer Flugzeugbau GmbH.
K prvnímu testu bezmotorového prototypu (kluzák) se po rozsáhlém výzkumu přistoupilo na podzim 1943. Nosičem byl letoun Dornier Do 217. Testy pokračovaly využitím motorového stroje (s pulzačním proudovým motorem Argus AS 014 v zádi trupu), což se neobešlo bez četných problémů. Zkoušky byly provedeny i s náporovými motory instalovanými na trupu či pod křídly (motory musely být umístěny tak, aby plameny z trysek neohrozily dřevěnou konstrukci letounu). Bylo naplánováno několik verzí, stíhacích, bitevních, některé stroje měly vzlétat z raketového vozíku, jiné tahem na laně, katapultáží z ponorek či jiným způsobem.
Byly postaveny 2 bezmotorové prototypy a 7 předsériových prototypů. Me 328 nebyl nikdy bojově nasazen.

## Specifikace (Me 328B)

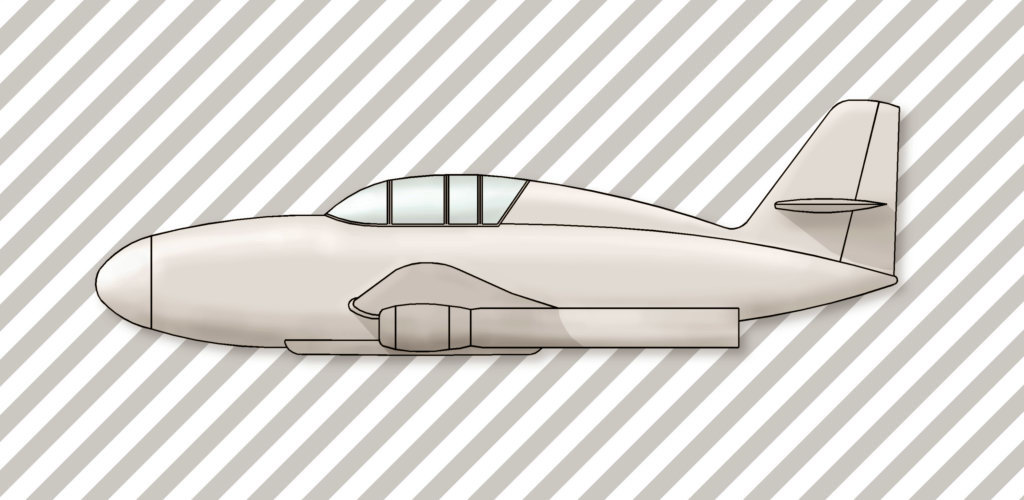
Nákres Me 328 s motory pod křídly

Zdroj:

### Technické údaje
- Osádka: 1 pilot
- Rozpětí: 6,90 m
- Délka: 7,17 m
- Výška: 1,60 m
- Nosná plocha: 8,50 m²
- Prázdná hmotnost: 1 600 kg
- Vzletová hmotnost: 4 500 kg
- Pohonná jednotka: 2 × pulzační motor Argus As 014 (3,531 kN tahu každý)

### Výkony
- Maximální rychlost: 805 km/h
- Dolet: 485 km

### Výzbroj
- 500 kg nálože